# アルベール・グレーズ
アルベール・グレーズ（Albert Gleizes (Albert-Léon Gleizes)、1881年12月8日 - 1953年6月23日）は、フランスのキュビスムの画家。パリに生まれる。

## 来歴・人物
印象派、セザンヌ等を経由して、キュビスムに至る。
ピュトー・グループに属し、1912年には、セクションドールを結成した。同年には、ジャン・メッツァンジェと共同で、キュビスムの理論書である『キュビスムについて（Du Cubisme）』を著す。
1931年には、アプストラクシオン・クレアシオンのメンバーともなった。
ピカソとブラックのキュビスム作品とは異なり、色彩およびデザイン性に富んだ作品を制作した。一時デザイナーをしていたという経歴もあり、特に、デザイン性は顕著であった。このことは、キュビスムの普及に貢献することになった一方で、メッツァンジェとともに、キュビスムを装飾的な絵画に堕落させた、世俗化させた、というような批判を受けることもあり、賛否相半ばする。このこともあって、日本では、あまり紹介されることがない。

## 作品

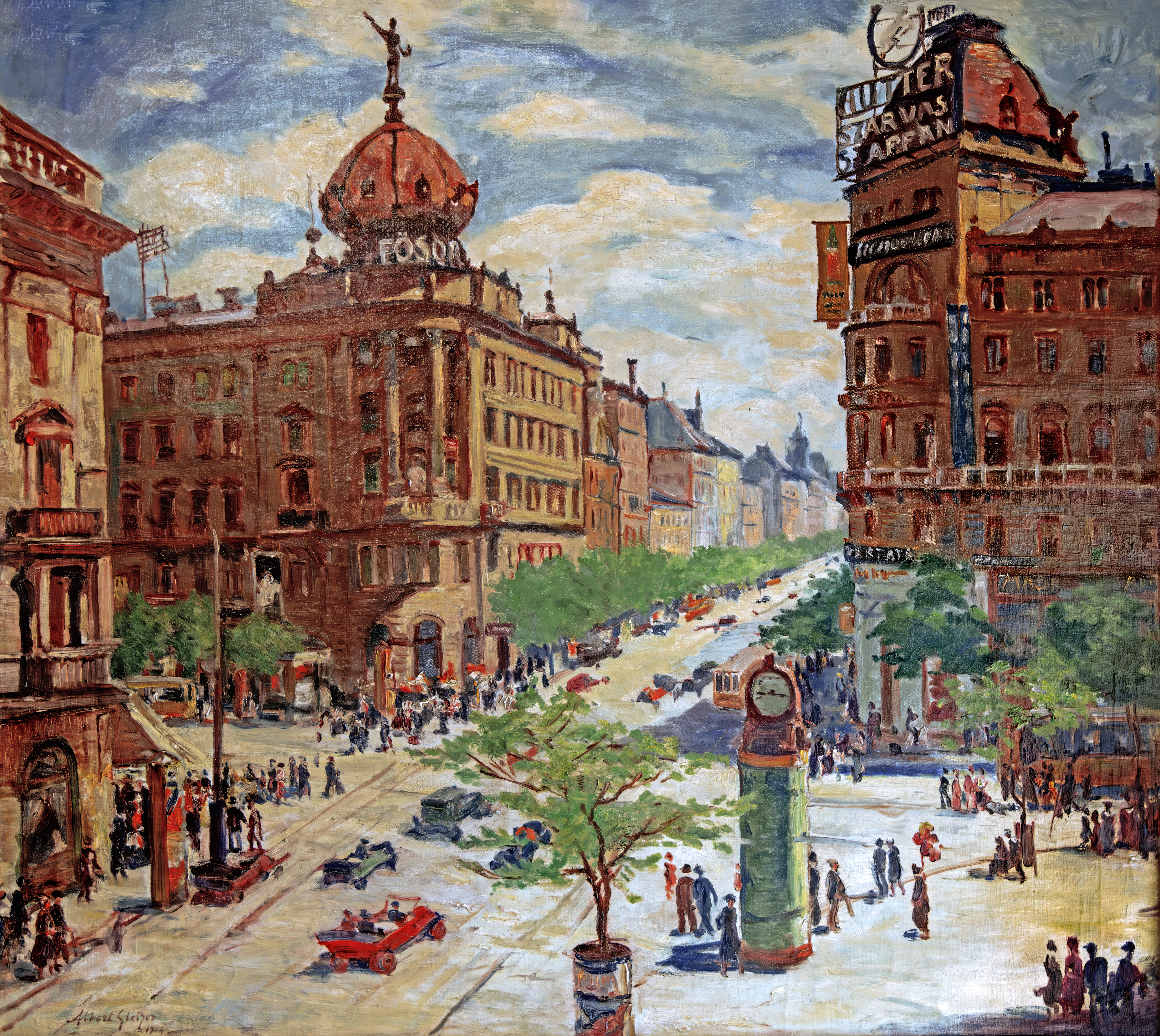
ブダペストの眺め (1904)
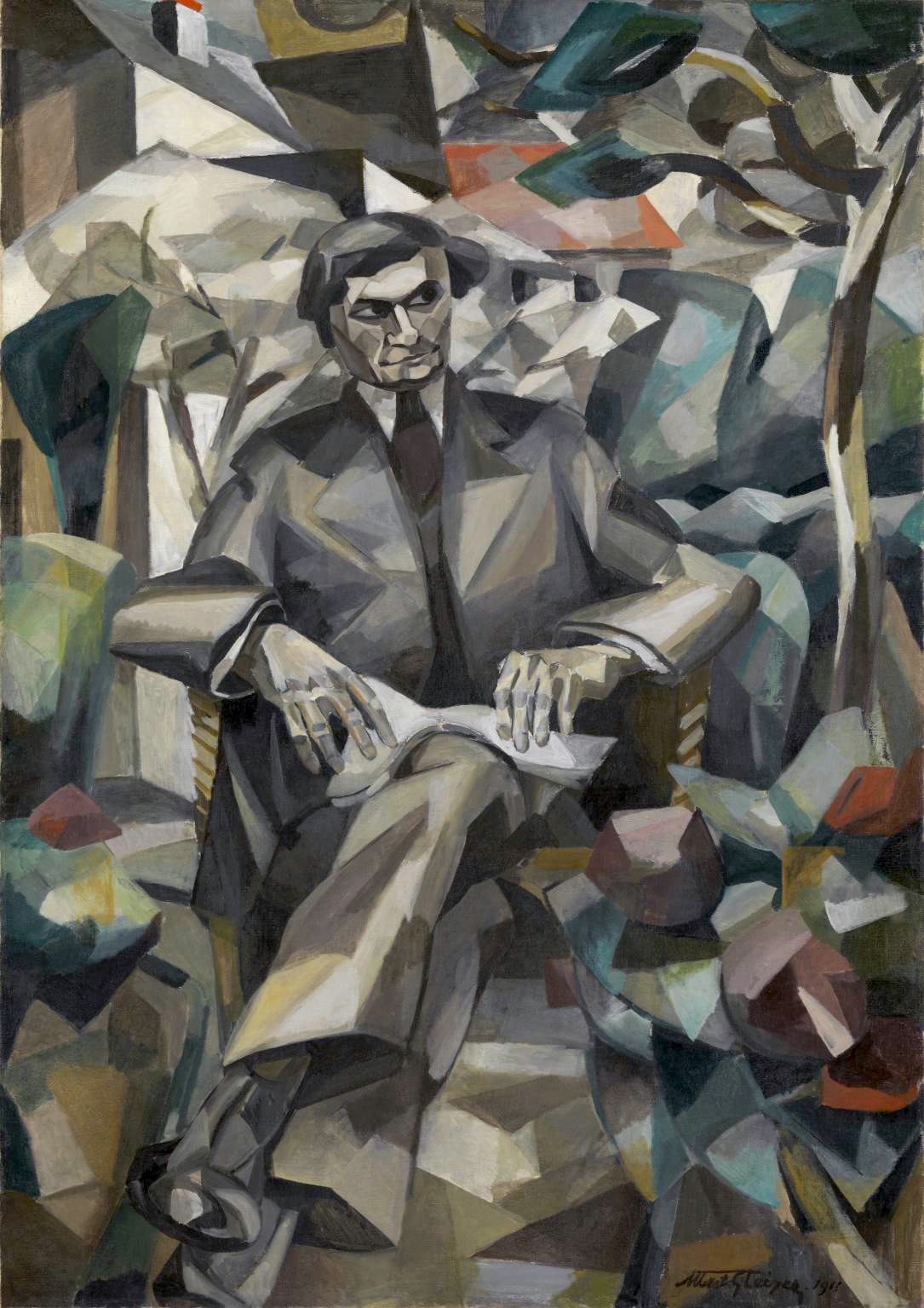
ジャック・ナイラルの肖像 (1911)
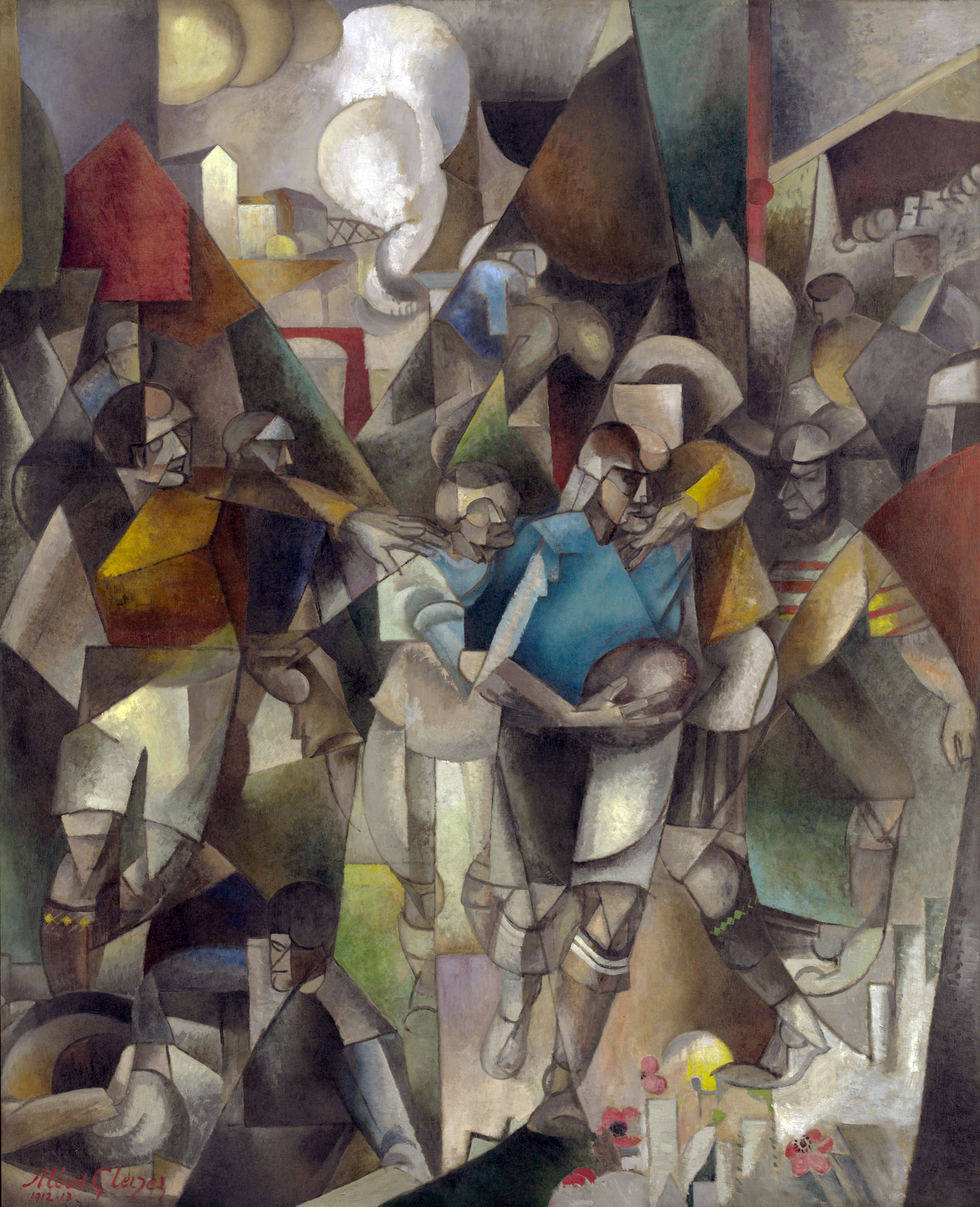
フットボール選手たち (1912/1913)
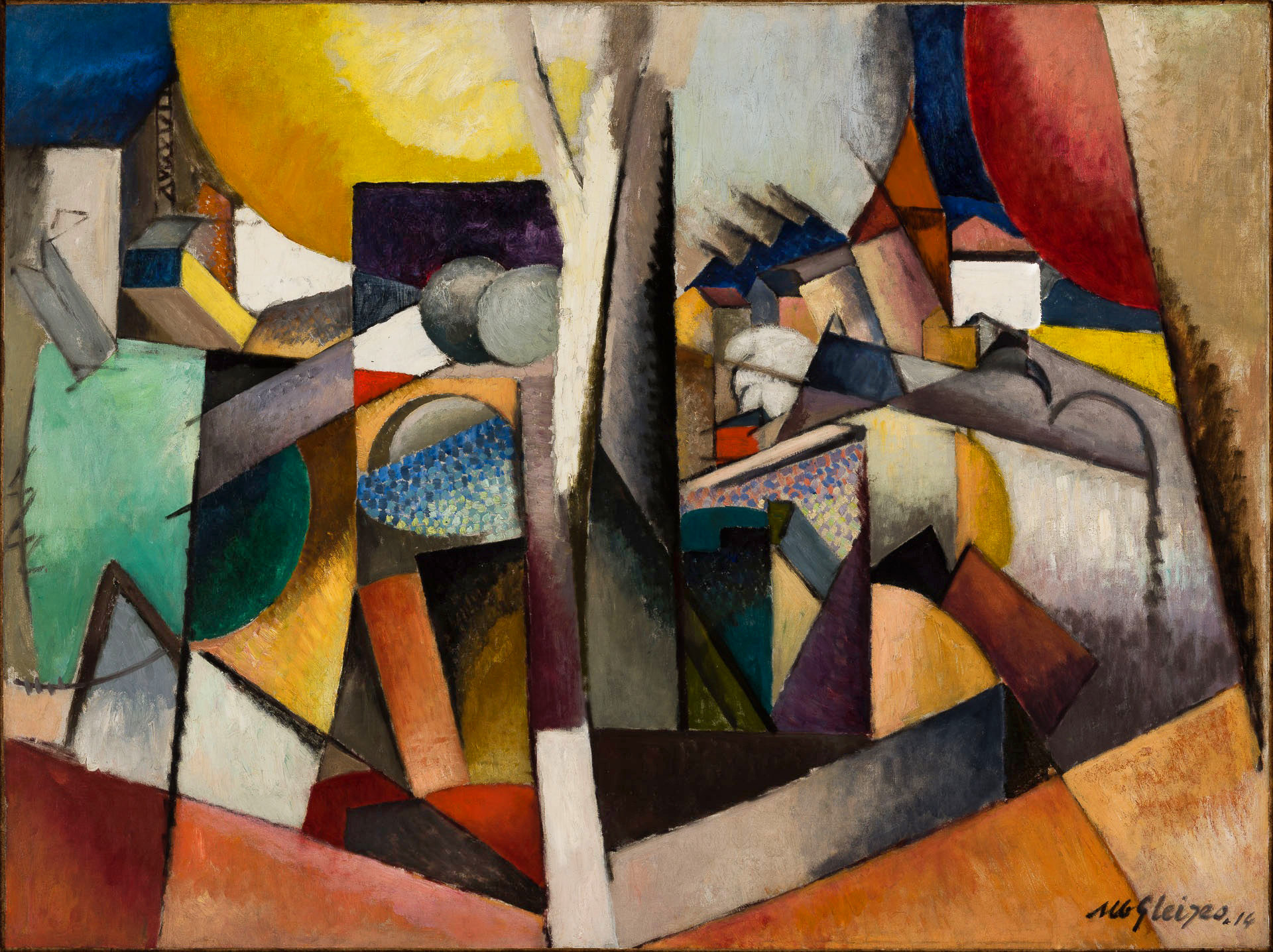
キュビズムの風景 (1914)
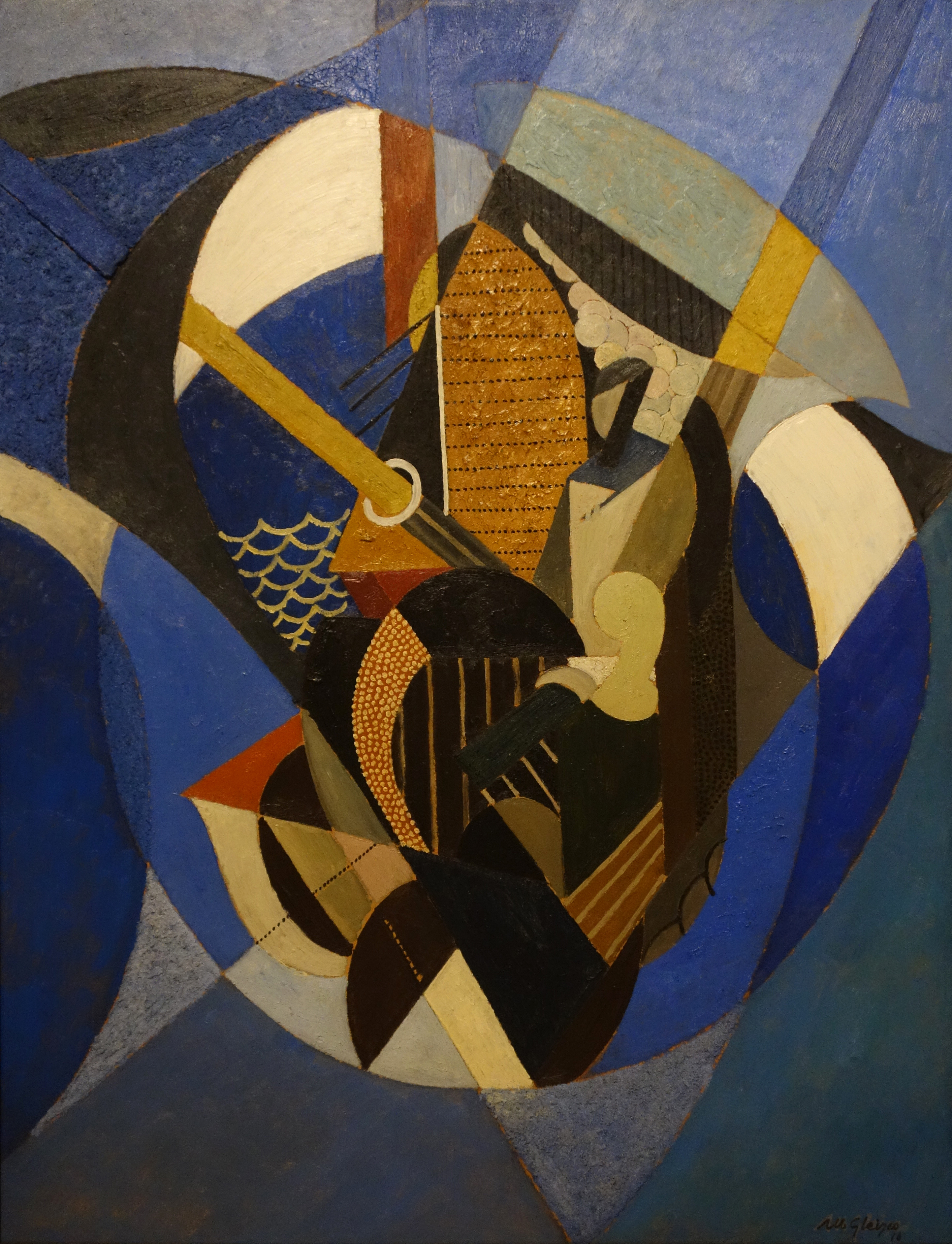
帆船の上で (1916)
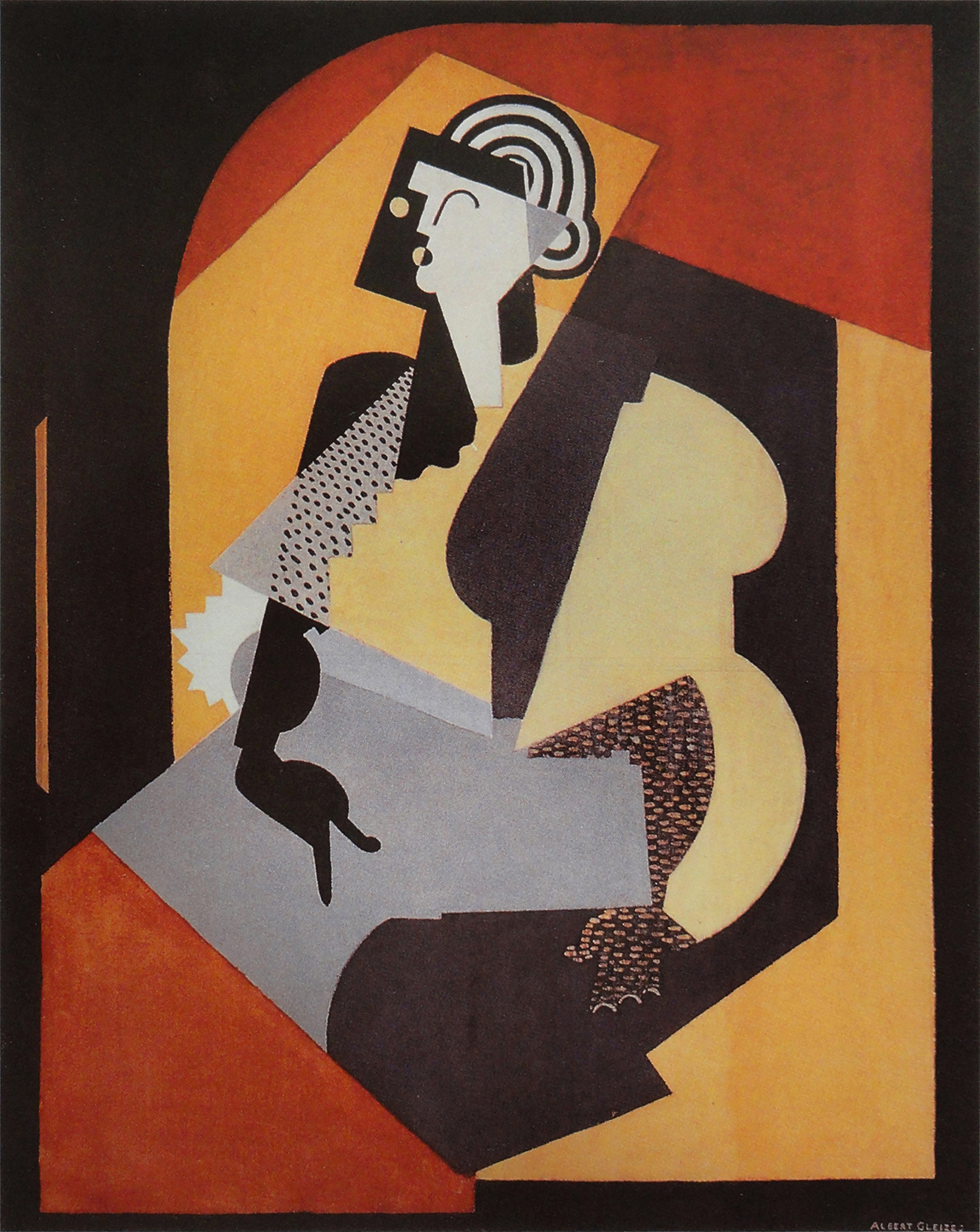
黒い手袋の女性、(1920)

## 著作
- 『キュービスム　バウハウス叢書13』 貞包博幸訳、中央公論美術出版、1993年、新装版2020年。ISBN 9784805510636